# 余市 (ウイスキー)
余市（よいち）は、ニッカウヰスキーが製造し、アサヒビールが販売している純国産シングルモルトウイスキー（日本洋酒酒造組合の定めるジャパニーズ・ウイスキーの表示基準に合致した商品）である。

## 概要
シングルモルト余市は1989年（平成元年）に販売された。余市蒸溜所の「石炭直火蒸溜」由来の豊かな香りが特徴のウイスキーで、ニッカウヰスキーの高級ブランドのシングルモルトウイスキーとして知られる。シングルモルト余市は日本を代表するウイスキーとして世界的にも評価されている。(#受賞歴も参照。)

## ラインナップ
2024年（令和6年）現在、シングルモルト余市としてはノンエイジのみのラインアップとなっている。2015年（平成27年）8月までは20年・15年・12年・10年（10年は旧パッケージ）が存在し、この他に1つの樽から取り出してそのままボトリングしたシングルカスクウイスキー｢シングルカスク 余市」が存在していた。シングルカスクは1つの樽からとれるウイスキーも限られることからあまり販売されず、蒸溜所限定での販売か、インターネット限定などで入手できた。
2015年で終売となった余市 10年がブレンド、ラベルを一新し数量限定品として再発売。2022年（令和4年）7月26日より北海道内で先行発売を経て同年11月15日より北海道以外の日本全国でも発売された。
現行の製品

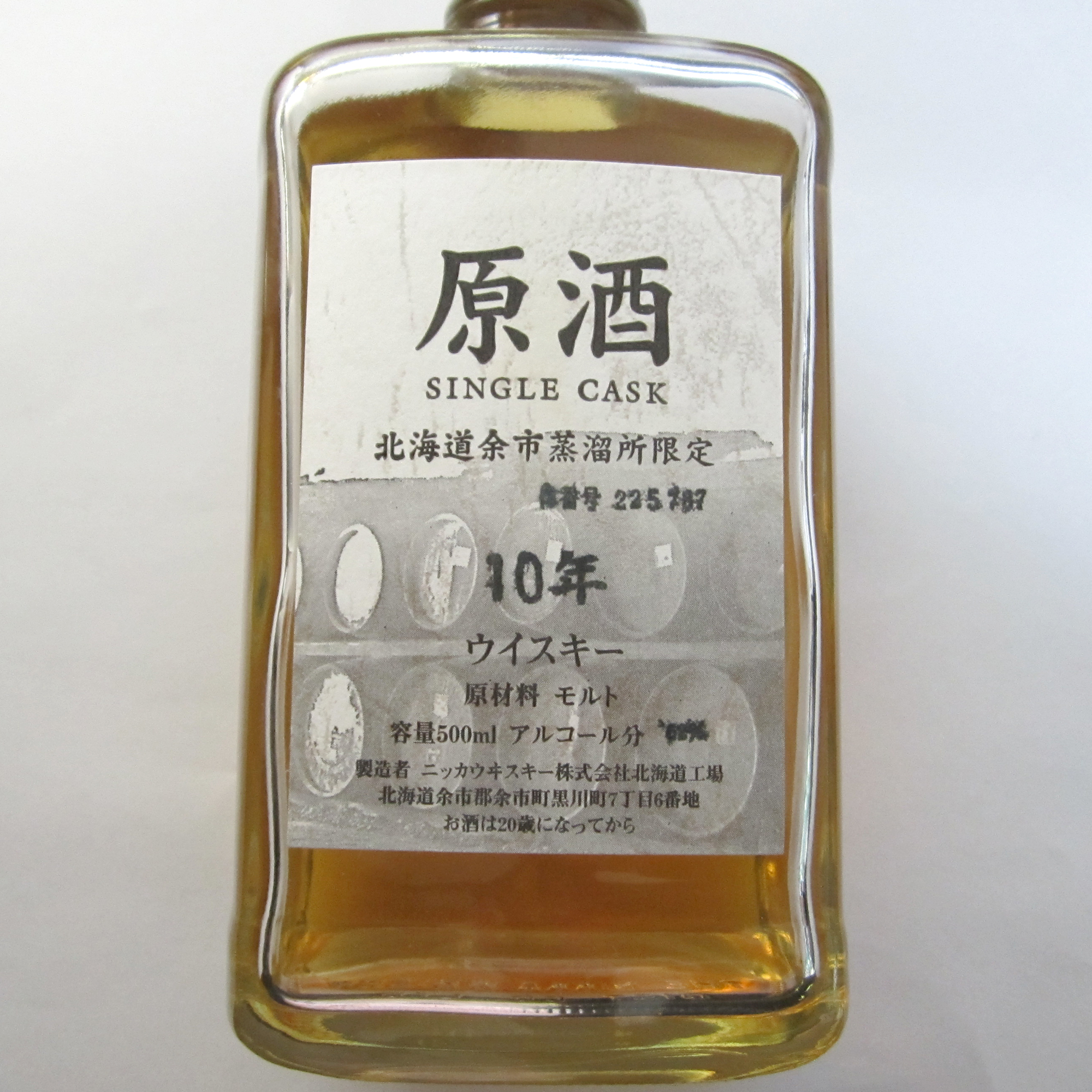
シングルモルト余市（ウイスキー、アルコール分 45%、1989年 - ）
  - 700ml瓶（現行品は2015年より発売開始）
- シングルモルト余市 10年（ウイスキー、アルコール分 45% ）
  - 700ml瓶（現行品は2022年より発売開始）

## 受賞歴
余市は、以下の品評会で数々の賞を受賞している。
シングルモルト余市12年ウッディ&バニリック(余市蒸溜所限定販売品)
ISC（インターナショナル・スピリッツ・チャレンジ）金賞受賞（2014年)
シングルモルト余市20年
ISC 金賞受賞（2012年)
シングルモルト余市15年
ISC 金賞受賞（2010年, 2009年) 銀賞受賞（2013年, 2012年, 2011年, 2008年, 2007年)
シングルモルト余市12年
ISC 銀賞受賞（2013年, 2012年, 2007年)
シングルモルト余市10年
ISC 銀賞受賞（2013年, 2012年, 2007年, 2006年)
シングルモルト余市1990年
ISC 金賞受賞（2011年)
シングルモルト余市　1987
WWA（ワールド・ウイスキー・アワード）ワールド・ベスト・シングルモルト・ウイスキー受賞（2008年）
シングルモルト余市　1986
WWA ワールド・ベスト・シングルモルト・ウイスキー受賞（2007年）
シングルカスク余市　10年
Whisky Magazine 「BEST OF THE BEST 2001」最高得点賞獲得（2001年）
- シングルカスク余市